# Richard Ramirez
Ricardo "Richard" Leyva Ramirez Muñoz (El Paso, Texas; 29 de febrero de 1960-Greenbrae, California; 7 de junio de 2013), apodado como «The Night Stalker» («El Acosador Nocturno»), fue un asesino en serie y agresor sexual estadounidense que mató a 14 personas en la ciudad de Los Ángeles entre los años 1984 y 1985. Fue capturado el 31 de agosto de 1985 a las 11:25.

## Biografía

### Primeros años
Ramirez nació en un matrimonio bastante conflictivo, violento y  disfuncional. Su padre, un obrero y expolicía originario de Ciudad Juárez (México), era sumamente violento con todos sus hijos, a quienes propinaba brutales palizas, en especial al propio Ramirez. Cuando era niño, este quedó inconsciente tras golpearse la cabeza con un columpio mientras jugaba en el parque con su hermana (Rosa), lo que provocó que sufriera ataques de epilepsia hasta la pubertad. Su adolescencia estuvo marcada por su relación con su primo Miguel «Mike» Ramirez, un Boina Verde y veterano condecorado de la guerra de Vietnam, quien, con orgullo, le mostraba a Ramirez numerosas fotografías en las que salía él cometiendo crímenes de lesa humanidad y violando, torturando, asesinando o posando junto a cadáveres mutilados de mujeres vietnamitas. Además, Mike le contaba a Ramirez los escabrosos detalles de sus crímenes de guerra y le enseñaba técnicas para asesinar con sigilo que había aprendido en el ejército. Ramirez estuvo presente también cuando, en 1970-1972, Mike asesinó a sangre fría a su esposa con un disparo de escopeta, luego de una violenta discusión.

### Historia criminal

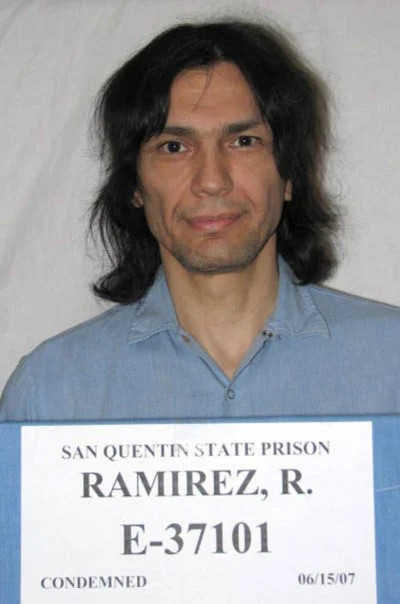
220x220pxizquierda

Ramirez fue un joven problemático durante su adolescencia: a los nueve años comenzó a robar y más tarde a consumir drogas en Texas, su estado natal. Trabajando en un hotel, solía entrar a las habitaciones para robar a los huéspedes; en una ocasión intentó violar a una mujer que se encontraba sola en su habitación, hecho que fue impedido de forma fortuita por el marido de ésta, quien golpeó a Ramirez, pero el matrimonio más tarde rehusó volver al hotel para ponerse en contacto con la administración, por lo que no se presentaron cargos.
Una vez establecido en Los Ángeles, Ramirez empezó a asesinar, sin pautas concretas, lo cual hacía más difícil su detención: mataba a personas sin importar su sexo, raza, edad o condición. Las armas utilizadas iban desde sus propias manos, cables, cuchillo pasando por varios tipos de pistolas (C.22/C.35). Su modus operandi también oscilaba, ya que podía asesinar de una manera organizada sin dejar pista o matar sin ningún cuidado dibujando signos satánicos en las paredes, comiendo en casa de sus víctimas, robándoles el dinero que llevaban encima o dejando las armas homicidas en el lugar del crimen.

## Arresto, juicio, condena y muerte
Richard Ramirez venía de visitar a su hermano en Austin; una vez volvió a Los Ángeles vio su cara en la portada del periódico en una tienda de licores, comenzó a correr y el propietario de la tienda llamó a la policía. Entró en un vecindario de hispanohablantes y tuvo que correr durante más de 30 minutos, ya que una multitud le perseguía para acabar con él.
Se sentó en el borde de la acera esperando a que la policía viniese a detenerlo; en ese punto, él ya sabía que su vida estaba acabada. Fue identificado inicialmente por los viajeros de un autobús público. Preso del pánico huyó e intentó sin éxito robar dos vehículos, fue golpeado con una barra de hierro en la persecución y finalmente estuvo a punto de morir linchado por varios ciudadanos. Tuvo que ser la propia policía la que le salvara del linchamiento. 
Fue acusado de catorce asesinatos, cinco intentos de asesinato, nueve violaciones (entre las cuales dos fueron a menores), dos secuestros, cuatro actos de sodomía, dos felaciones forzadas, cinco robos y catorce allanamientos de morada. A pesar de estos datos, se estima que actuó en muchas más ocasiones, dado que su modus operandi no era fácilmente identificable y él nunca colaboró con la policía dando datos de sus crímenes.
Finalmente, el 3 de octubre de 1989, tras cuatro días de deliberaciones, el jurado votó por la pena de muerte para Richard Ramírez, y el 4 de noviembre fue ratificada la sentencia de 19 penas de muerte, la cual se supone se llevaría a cabo en el corredor de la muerte de la cárcel de San Quintín. 
En 2009 se le declaró culpable del asesinato y violación de una niña de nueve años en un hotel. Se encontraron más pruebas de ADN en ese caso, lo cual hizo pensar que Richard no lo hizo solo o que simplemente estaba ahí, pero sin ejercer daño alguno a la niña.
Ramirez murió de cáncer de células B[cita requerida] en el Hospital General de Marin en Greenbrae, California, en la mañana del 7 de junio de 2013, con 53 años de edad. En el momento de su muerte, Ramirez llevaba más de 23 años condenado a muerte y esperando su ejecución por el estado de California. Dado que su matrimonio se deterioró con los años, Doreen Lioy desapareció y nadie reclamó su cuerpo. Por ello, sus restos fueron incinerados.

## Datos
La banda de Thrash metal Metallica tuvo un concierto en la prisión estatal de San Quentin durante la estadía de Richard Ramirez. este siendo una de las personas cuales se les anularon participar

## Películas
La primera película en capitalizar el caso de Richard Ramirez fue The Night Stalker (1986), un clon de Harry el sucio, con Charles Napier como un detective que da caza a un asesino de prostitutas. El villano, aunque está inspirado en Ramírez, se llama Chuck Sommers y es interpretado por Robert Z'Dar (famoso por ser el antagonista de la trilogía Maniac Cop).
Manhunt: Search for the Night Stalker (1989) es una película televisiva que trata sobre la investigación de los crímenes de Ramírez y su posterior captura. Gregory Cruz interpreta al asesino.
En 1990 se rodó La noche del diablo, un thriller de terror con Lou Diamond Phillips y Jeff Kober como el asesino. La película trata sobre un policía que captura al «Asesino del Pentágono», quien, tras morir ejecutado, vuelve a la vida y posee a personas para acabar con el policía que lo llevó a la muerte.
En 2002 se estrenó Nightstalker (Maníaco), un filme de bajo presupuesto escrito y dirigido por Chris Fisher, basado libremente en los asesinatos de Richard Ramirez. Este es llamado simplemente «Nightstalker» en la película y es encarnado por Bret Roberts.
En 2009 Ulli Lommel dirigió una película directamente para DVD también titulada Nightstalker, con Adolph Cortez en el papel principal.
Durante años se rumoreó la realización de una cinta de mayor presupuesto y más apegada a los hechos reales, que sería dirigida y protagonizada por James Franco y producida por Chris Cornell (vocalista de Soundgarden). Aunque este proyecto no prosperó, se confirmó para 2016 el estreno de The Night Stalker, basada en el libro The Night Stalker: The Life and Crimes of Richard Ramirez, escrito por Philip Carlo, con Lou Diamond Phillips como Richard Ramirez.
El personaje de Richard Ramirez aparece en el cuarto episodio («The Devil's Night») de la serie American Horror Story: Hotel, en 2015. También vuelve a aparecer en la novena temporada de la serie American Horror Story: 1984 como parte del elenco principal en 2019.
El personaje de Richard Ramírez fue objeto de un capítulo de la serie "Murder Made me Famous" (2017) en el décimo episodio de la tercera temporada, dirigido por Adam Dietrich. 
En diciembre de 2020, Netflix da a conocer el tráiler del documental Night Stalker: The Hunt For a Serial Killer, estrenado el 13 de enero de 2021.